# Ghazi Karoui
Pour les articles homonymes, voir Karoui.
Ghazi Karoui est un homme d'affaires et homme politique tunisien.

## Biographie
Il est issu d'une famille modeste. Son père, Rchidi, dirige une entreprise de fabrication de marbre et sa mère, femme au foyer, est d'origine algérienne.
En 1996, il crée l'agence de communication KNRG avec son frère Nabil et son père.
Il rejoint par la suite son frère dans la publicité : ils fondent ensemble, en 2002, un groupe international indépendant de médias et de publicité, Karoui & Karoui World. À la tête du groupe, ils travaillent pour le lancement de Djezzy en 2001 en Algérie, puis pour Méditel au Maroc, l'opérateur privé de téléphonie mobile marocain, et enfin Nedjma en Algérie. Ils financent également le jeu télévisé Akhir Kalima, variante de Qui veut gagner des millions ?, dans ce pays.
Le 8 juillet 2019, dans le cadre d'accusations portées contre lui en 2016, il est inculpé pour blanchiment d'argent, de même que son frère Nabil, ses biens sont gelés et il est interdit de sortie du territoire. Le 23 août, il prend la fuite, alors qu'un mandat de dépôt est émis à son encontre et que son frère est arrêté.
Il est élu député lors des élections législatives de 2019 dans la circonscription de Bizerte pour le parti Au cœur de la Tunisie.
Le 29 août, il est arrêté en Algérie avec son frère, Nabil Karoui. Le 26 septembre, il est transféré avec son frère vers la prison d'El-Harrach à Alger. Il est libéré toujours avec son frère en octobre. Alors que la justice algérienne lui a demandé de rester à sa disposition, il quitte illégalement le pays à bord d'un jet privé puis se rend le 6 novembre à Barcelone en compagnie de son frère.